# Suéter girl

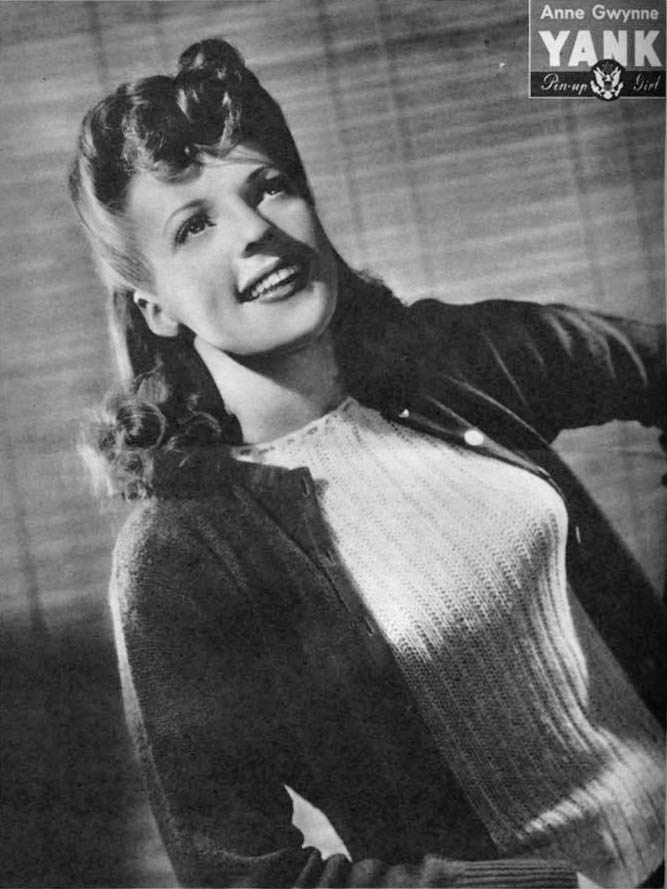
Anne Gwynne, 1943.

La chica suéter fue un término popular en los años 1940 y 1950 para describir a actrices de Hollywood voluptuosas como Lana Turner, Jayne Mansfield, y Jane Russell, que adoptaron la moda popular de llevar suéteres muy ceñidos que enfatizaban la línea del busto femenino. La tendencia no se limitaba a Hollywood y fue vista con alarma por algunos. En 1949 un superintendente de la policía de Pittsburgh incluso señaló la chica suéter como síntoma del declive moral de la juventud de posguerra:

"Las mujeres caminan por las calles, sus curvas acentuadas por sus vestidos" dijo el superintendente de policía Harvey J. Scott. "Pero nuestro verdadero problema es con las bobby soxers. Son las chicas suéter, que muestran sus curvas y aparentemente les gusta. ¿Qué clase de madres y esposas van a ser?"

## Influencia de la moda

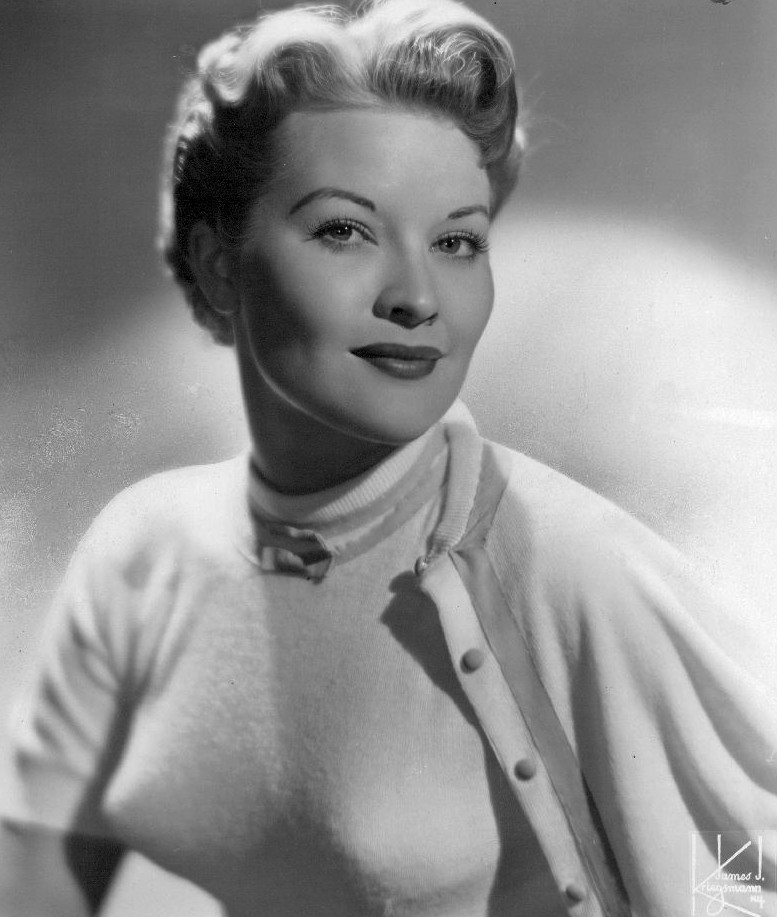
Patti Page, 1955.

Usando los nuevos tejidos de cachemira y angora se pudieron comercializar suéteres especialmente suaves y adherentes que se combinaron con otra novedad característica de la época, el sujetador de copas cónicas, a veces llamado sujetador torpedo o sujetador bala (bullet bra), con las copas en círculos concéntricos y relleno, creando una forma apuntada y pronunciado perfil casi agresivo. A pesar de su aspecto llamativo, considerado erótico y provocativo, fue muy popular en los años 1940 y 1950.
El interés en el sujetador bala revivió después de que Madonna llevara un sujetador cónico durante su gira mundial de 1990 Blond Ambition World Tour. El sujetador fue diseñado por Jean-Paul Gaultier, inspirándose en un modelo de finales de los años 1940. El sujetador bala también se volvió después popular entre los entusiastas del burlesque y el rockabilly, ambos con inspiración en los años 1950.

## Cultura popular
El aspecto de Lana Turner en la película de 1937 They Won't Forget con un ceñido jersey de punto se considera el primer caso de "chica suéter", cuando los publicistas de Hollywood crearon esa descripción pegadiza para describir su impacto en pantalla, pues las revistas de cine la apodaron "La Chica Suéter", igual que Ann Sheridan era "La chica Oomph", Dorothy Lamour "La Chica Sarong" y Clara Bow "La Chica It".
Sweater Girl es el nombre de una película de 1942 escrita por Robert Blees y Beulah Marie Dix, dirigida por William Clemens y protagonizada por Eddie Bracken, June Preisser, Phillip Terry, y Betty Jane Rhodes.
En Army–Navy Screen Magazine 20, un cortometraje de un carrete de 1944 que mostraba partes de una sesión de grabación especial de Armed Forces Radio Network, Bob Hope presenta a la "chica suéter" Judy Garland. Antes de cantar Over the Rainbow,  realizan un breve sketch cómico, con Judy preguntando por qué los hombres están tan locos por las chicas suéter. Bob le dice que no sabe y bromea, "Ese es un misterio que me gustaría desentrañar".